# Mayetiola
Genre
Mayetiola est un genre d'insectes diptères nématocères de la famille des Cecidomyiidae.

## Synonymes
Selon Dipterists Forum :
- Mayetia Kieffer, 1896
- Chortomyia Kieffer, 1913
- Caulomyia Rübsaamen, 1915
- Pemphigocecis Rübsaamen, 1915

## Liste d'espèces
Selon Catalogue of Life (5 février 2025) :
- Mayetiola agrostidis Ertel, 1975
- Mayetiola agrostivora Meyer, 1985
- Mayetiola alopecuri Ertel, 1975
- Mayetiola ammophila Gagné, 1975
- Mayetiola avenae (Marchal, 1895)
- Mayetiola baudysi Ertel, 1975
- Mayetiola bifida Kieffer, 1909
- Mayetiola bimaculata (Rübsaamen, 1895)
- Mayetiola bromi (Hammerschmidt, 1834)
- Mayetiola bromicola Roberti, 1953
- Mayetiola buhri Ertel, 1975
- Mayetiola clavata (Kieffer, 1901)
- Mayetiola culacera Stelter, 1991
- Mayetiola dactylidis Kieffer, 1896
- Mayetiola destructor (Say, 1817)
- Mayetiola festucae Ertel, 1975
- Mayetiola graminis (Geoffroy, 1785)
- Mayetiola hellwigi (Rübsaamen, 1912)
- Mayetiola hierochloae (Lindeman, 1888)
- Mayetiola holci Kieffer, 1896
- Mayetiola hordei Kieffer, 1909
- Mayetiola joannisi Kieffer, 1896
- Mayetiola lanceolatae (Rübsaamen, 1895)
- Mayetiola moliniae (Rübsaamen, 1895)
- Mayetiola phalaris Barnes, 1927
- Mayetiola puccinelliae Meyer, 1984
- Mayetiola radicifica (Rübsaamen, 1895)
- Mayetiola schoberi Barnes, 1958
- Mayetiola ventricolus (Rübsaamen, 1899)

Selon ITIS (17 sept. 2013) :
- Mayetiola ammophila Gagne, 1975
- Mayetiola destructor (Say, 1817)
- Mayetiola kaalae Hardy, 1960

Selon NCBI (17 sept. 2013) :
- Mayetiola destructor
- Mayetiola hordei